# Фолькманнсдорф
Фолькманнсдорф (нім. Volkmannsdorf) — громада в Німеччині, розташована в землі Тюрингія. Входить до складу району Заале-Орла. Складова частина об'єднання громад Зенплатте.
Площа — 9,29 км2. Населення становить 234 ос. (станом на 31 грудня 2021).